# Uherská dvorská kancelář

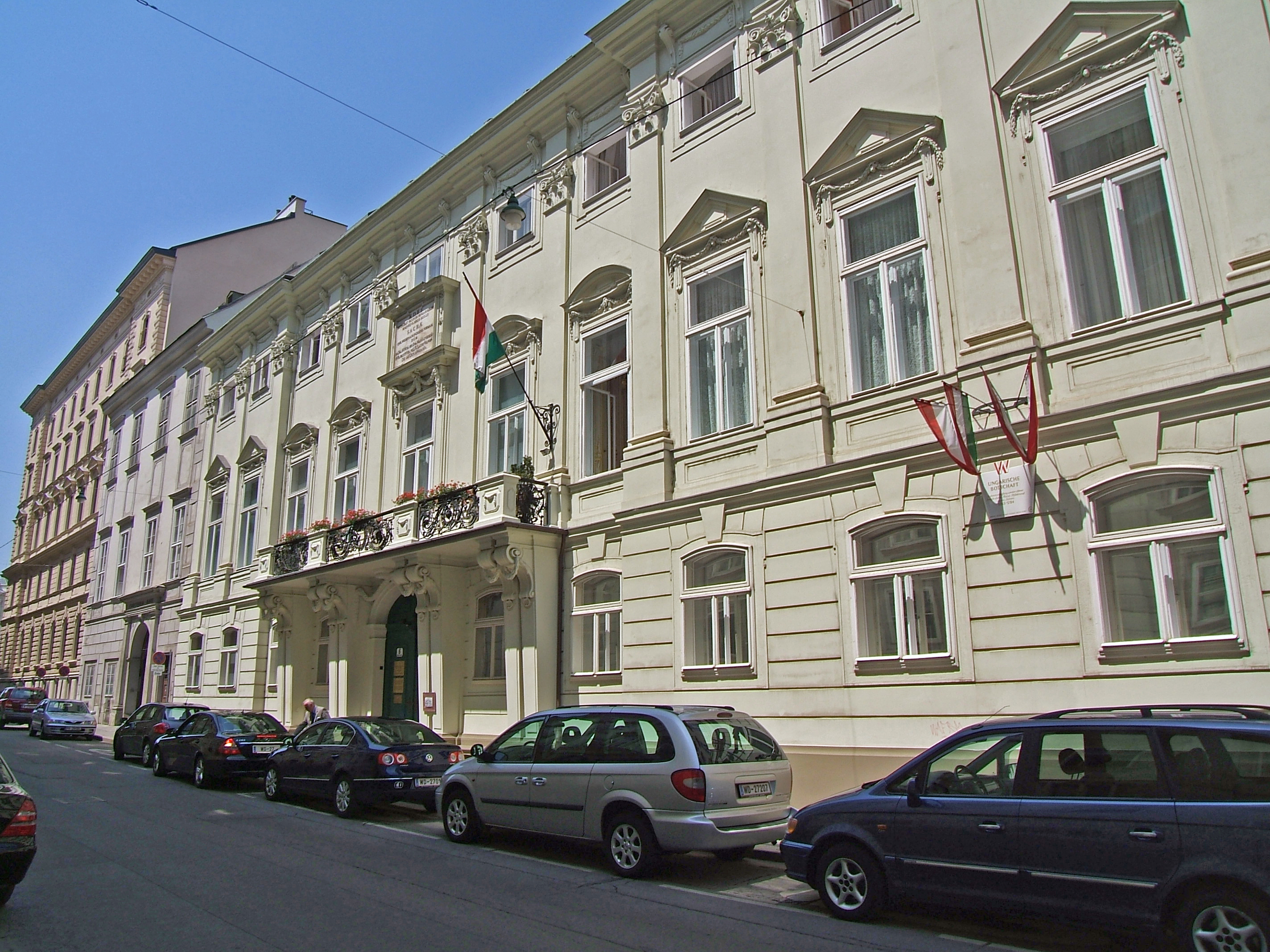
Uherská dvorská kancelář ve Vídni, dnes sídlo velvyslanectví Maďarska v Rakousku

Uherská dvorská kancelář (něm. Ungarische Hofkanzlei, lat. Cancellaria Aulica Hungarica) byla mezi 16. stoletím a rokem 1848 úřad příslušný pro Uhry v habsburské monarchii.

## Historie
Úřad byl od doby, kdy Ferdinand I. (uherským králem 1526–1564) vznesl nárok na uherskou korunu, správním orgánem pro dosud Habsburky ovládané území Uher. S vytlačováním Osmanů vzrůstala také oblast kompetencí kanceláře.
Úřad se zpočátku usadil v Prešpurku (dnešní Bratislavě). Za vlády Rudolfa II. (uherským králem 1576–1608) se kancelář nacházela v Praze. Od roku 1690 sídlila kancelář trvale ve Vídni. V roce 1714 se nastěhovala do Bankovní ulice (Bankgasse) 4-6. Budova byla postavena v roce 1692 Johannem Bernhardem Fischerem z Erlachu, který také vystavěl českou dvorskou kancelář, a v roce 1747 přešla v držení Leopolda hraběte Nádasdyho, který byl představeným uherské dvorské kanceláře. V současnosti se v budově nachází velvyslanectví Maďarska.
Zpočátku byla úzce spojena s rakouskou dvorskou kanceláří. Zhruba od roku 1690 vzrostla její váha jako vlastního správního orgánu pro Uhersko. Byla pojítkem mezi panovníkem a jeho sférou vlivu v Uhrách. Kancelář informovala krále o poměrech v zemi a opačným směrem potom prováděla jeho nařízení. Stála ve stálém kontaktu s ostatními úřady dvora. Její pravomoc byla v podstatě omezena na domácí politiku. Finanční záležitosti vyřizovala dvorská nebo uherská komora. Zahraniční politiku a válečné věci rozhodovaly centrální dvorské úřady. Za vlády Marie Terezie (uherskou královnou 1740–1780) byla kancelář podřízena Directoriu in publicis et cameralibus. V době Josefa II. (uherským králem 1780–1790) byla sloučena s dvorskou kanceláří pro Sedmihradsko. Za Leopolda II. (uherským králem 1790–1792) byla oblast kompetencí opět oddělena.

## Seznam uherských dvorských kancléřů
- 1705–1723 Mikuláš hrabě z Illésházy
- 1723–1732 Adam Petr Acsady z Acsadu
- 1733–1746 Ludvík hrabě z Batthyány
- 1747–1758 Leopold hrabě z Nádasdy
- 1758–1762 Mikuláš VII. hrabě Pálffy z Erdödu
- 1762–1785 František hrabě Esterházy
- 1787–1806[zdroj?] nebo 1807[zdroj?] Karel Jeroným hrabě Pálffy z Erdödu, od roku 1807 1. kníže
- 1806–1819 Josef hrabě Erdődy
- 1819–1826 František Josef kníže z Koháry
- 1826–1828 Michael hrabě z Nádasdy
- 1828–1836 Adam hrabě Reviczky z Revisnye
- 1837–1838 Fidelis hrabě Pálffy z Erdödu
- 1840–1848 Antonín hrabě Mailáth de Székhely